# Система інтегративної кінезітерапії (СІК)
Система інтегративної кінезітерапії (СІК) — природно-біологічний, холістичний метод лікування, реабілітації та профілактики неврологічних, ортопедичних та інших захворювань, що ґрунтується на мобілізації внутрішніх резервів організму людини і передбачає об'єднання комплексної кінезіологічної діагностики, корекції та кінезітерапевтичного впливу на пацієнта.

## Вступ
Загалом ще 20-30 років тому клініцисти фізіотерапевти не приділяли достатньої уваги кінезітерапії у фізіотерапевтичних відділеннях, а про створення спеціальних реабілітаційних центрів не йшло і мови. Однак, вони все ж таки рекомендували, як частину лікування у фізіотерапевтичному відділенні, ЛФК та тракцію. Дещо пізніше класичні методи ЛФК отримали своє визнання. Зараз же на рівні МОЗ України вже ведеться діяльність щодо якнайширшого використання фізичної реабілітації.
Сучасний підручник з фізіотерапії містить цілі розділи з ЛФК, масажу, механотерапії та широкий перелік показань до механотерапії. Методики механотерапії в Україні досить широко розповсюджені та вживані.
Сучасна концепція фізичної реабілітації спирається на досягнення наукової медицини. На сьогодні створена теоретична база для подальшої лікарської практики. Відійшли в минуле диспути про місце та значущість фізичної реабілітації. Вона стала розповсюдженою у всьому світі хоч ще нещодавно про неї говорилося як про допоміжний фактор в лікуванні. Нині є достатньо обґрунтованим комплексне застосування ЛФК, масажу, механотерапії та факторів фізичного впливу за умов цілісного та індивідуального підходу лікаря до кожного пацієнта.
Щодо важливості цілісного підходу до лікування ОРА Блюм Ю. Є. зазначає, що загально прийнято що фізкультура і спорт зміцнюють кістково-м'язову систему і є надійними профілактичними засобами захворювань суглобів та хребта. Це далеко не так, спеціалізовані тренування та виконання циклічних навантажень якраз і приводять до функціональних порушень опорно-рухового апарату і формування м'язового дисбалансу. Тільки якісна діагностика порушень кістково-м'язової системи як єдиного цілого, дозволить виявити першопричину функціональної слабкості м'язів і вибрати вірну схему лікування.
Всі м'язи взаємопов'язані і порушення їх функціонування в одному з відділів тягне за собою неадекватне функціонування всього кістково-м'язового комплексу. Якщо є м'язова дисфункція, то формується неоптимальний руховий стереотип і в результаті одні м'язи стають функціонально слабкими, а інші компенсаторно перевантажені і починають боліти.
В цій ситуації надзвичайно важливо встановити причину функціональної слабкості м'язів з метою включити їх в роботу. Це дасть можливість усунути перенавантаження м'язів, які виконували компенсаторну функцію і зняти больовий синдром. В результаті коротшання перенавантажених м'язів вони стають причиною контрактур суглобу і больових відчуттів. Діагностика ускладнюється тим, що біль може мігрувати, оскільки компенсаторно в процес можуть бути включені різні м'язи. Це є свідченням того, що ліквідація м'язового дисбалансу — це виключно індивідуалізований процес. Очевидно індивідуальними будуть і програми лікування та реабілітації, а відповідно і набори фізичних вправ. Слід зауважити, що м'язовий дисбаланс — це стан, при якому м'язи, які повинні знаходитися в рівновазі по силі і по співвідношенню довжин, виявляються за цими параметрами різні.
На порядку денному стоїть завдання підвищення ефективності лікування хвороб кістково-м'язової системи за рахунок холістичного (інтегративного) підходу до лікувального процесу, що дає можливість забезпечити розширення дії на патогенез розвитку цих захворювань та розширення сфери використання методу лікування. Поставлена задача вирішується Системою інтегративної кінезітерапії об'єднанням комплексної кінезіологічної діагностики, корекції та кінезітерапевтичного впливу на організм пацієнта.

## Теоретико-практичні засади Системи інтегративної кінезітерапії
Система інтегративної кінезітерапії являє собою цілісну методику відновлення функціонального стану опорно-рухового апарату, що поєднує в собі три складові: комплексну кінезіологічну діагностику та корекцію разом із кінезітерапевтичним впливом. Поетапне застосування цих трьох складових дає змогу провести ґрунтовне дослідження стану пацієнта, корекцію виявлених патологічних чинників та формування здорового рухового стереотипу для закріплення результату проведеної корекції.
На першому етапі — етапі кінезіологічної діагностики — відбувається тестування функціональних можливостей рухового апарату, мета якого — виявлення гіпотонічних м'язів та причини їх слабкості. Головним інструментом кінезіологічної діагностики є мануальне м'язове тестування (ММТ), що проводиться за двох умов: у стані спокою та у стані функціонального навантаження.
Тестування починається із дослідження рухів: простих та складних. Спочатку діагностують якість простого руху, рух м'язів, що його виконують, збудливість м'яза, незадіяного у русі, далі — визначають ключові чинники, що сприяли зниженню адаптаційних можливостей м'язів. Після цього ММТ здійснюють із навантаженням (механічного, хімічного чи емоційного типу). Завершальною фазою цього етапу є процес визначення реабілітаційного потенціалу пацієнта.
На другому етапі — етапі кінезіологічної корекції — відбувається ліквідація чинників, що сприяли виникненню порушень у роботі рухового апарату: запалення м'яза, зв'язки, патологічні процеси у внутрішніх органах, здатні викликати м'язову слабкість та інше.
Відновлення роботи м'язу відбувається за допомогою застосування комбінації методик ішемічної компресії, мануальної терапії, кінезіологічного масажу, постізометричної релаксації, після чого відбувається налагодження руху, що виконував пошкоджений м'яз: рух без застосування опору зі сторони та з подоланням зовнішнього опору (пропріоцептивне нервово-м'язове спрощення або PNF).
На третьому етапі — етапі кінезітерапевтичного впливу — залежно від типу захворювання формується програма кінезітерапевтичної фіксації здійсненої корекції на базових та спеціальних багатофункціональних тренажерах. З її допомогою вдається закріпити оптимальний стереотип руху, зміцнити м'язовий корсет, покращити гіподинамічну та метаболічну функцію м'язів.

### Кінезіологічна діагностика
Основне завдання кінезіологічної діагностики це — виявлення гіпотонічних м'язів та причини їх слабкості. Під час здійснення кінезіологічної діагностики забезпечується виконання двох завдань:
- локалізація хворого м'язу, що призвів до виникнення порушень тонусо-силового балансу м'язів;
- визначення причини недостатньої збудливості та гіпотонії хворого м'язу.

Детальна схема процесу кінезіологічної діагностики:
1. Збір скарг та анамнезу пацієнта, мета яких — виявлення патологічних реакцій регуляторних систем організму.
2. Візуальна оцінка невідповідності нормі статичного та динамічного стереотипу регіонального постурального м'язового дисбалансу[20][21].
3. Мануальне м'язове тестування, у процесі якого відбувається виявлення погіршення адаптаційних механізмів скелетних м'язів, що вдається завдяки всебічному оцінюванню функціональних властивостей м'язу, його здатності реагувати на збільшення супротиву та здійснення руху[11][12][14].
4. Мануальне м'язове тестування з терапевтичним навантаженням механічного, хімічного чи емоційного типу, що дає можливість віднайти причину зниження адаптаційних механізмів системи скелетних м'язів та визначити необхідний терапевтичний вплив: кінезітерапія, постізометричної релаксація рефлексотерапія, мануальна терапія, гомеопатія та інше[14].
5. Визначення реабілітаційного потенціалу організму пацієнта, що дає можливість оцінити здатність опорно-рухового апарату до відновлення своїх функцій у повному чи частковому обсязі[22][23][24].

Процес визначення реабілітаційного потенціалу пацієнта є невід'ємною складовою кінезіологічної діагностики. Даний етап дослідження включає наступні дії:
- комплексну діагностику стану опорно-рухового апарату в умовах реабілітаційної зали на спеціальних багатофункціональних тренажерах;
- визначення, шляхом вимірювання, відносної та абсолютної довжини кінцівки;
- визначення обхвату тіла з метою оцінки об'єму м'язової маси (збільшений, зменшений);
- якісне визначення рухливості суглобів (активні та пасивні рухи);
- з'ясування величини м'язової сили і оцінка функціонального стану пацієнта.

Діагностика стану рухового апарату у реабілітаційній залі має за мету:
- перевірити координацію та баланс опорно-рухового апарату хворого;
- визначити та оцінити ступінь м'язової сили пацієнта;
- оцінити наступні параметри: швидкість, витривалість, силу та гнучкість;
- визначити загальний функціональний стан опорно-рухової системи.

Діагностика та тестове заняття в умовах реабілітаційної зали необхідні для того, щоб об'єктивно та точно оцінити м'язову силу опорно-рухового апарату пацієнта.
Визначення реабілітаційного потенціалу пацієнта дає змогу вирішити ряд важливих для процесу лікування завдань:
- з'ясувати тип та характер патологій руху та ступінь обмеження рухової функції порівняно з нормою;
- визначити можливості організму до повного чи часткового відновлення функції руху опорно-рухового апарату шляхом відтворення нормальної роботи пошкодженої ланки нервово-м'язової та опорно-рухової системи;
- спрогнозувати розвиток адаптивних та компенсаційних можливостей організму пацієнта при конкретній патології у майбутньому;
- провести цілісну оцінку працездатності організму та функціональності окремих його складових (органи та системи), враховуючи ступінь витривалості хворого до дії різних за характеристиками та дією навантажень, що передбачені на етапі кінезітерапевтичного впливу.

Основою для визначення реабілітаційного потенціалу хворого у будь-яких випадках є медична документація. Таким чином вдається із максимальною точністю встановити та підвередити усі діагнози (основний та супутні), а після закінчення лікування — підтвердити його ефективність.

### Кінезіологічна корекція
На етапі, коли відбулося встановлення причини наявного порушення у роботі опорно-рухового апарату, складається детальний план лікування:
- У тому разі, якщо причиною м'язової слабкості є патологічні процеси у внутрішніх органах, лікування починається з ліквідації цих процесів. Методи лікування: гомеопатія, вісцеральна мануальна терапія, рефлексотерапія, дієтотерапія та інше.
- У тому разі, якщо причиною м'язової слабкості є незадовільний психоемоційний стан пацієнта, терапія починається із нормалізації функції нервової системи.
- У тому разі, якщо виною обмеження рухової активності є, власне, м'яз, то лікування розпочинається з відновлення його нормального функціонування.

Одну із провідних ролей у виборі методу міофасціальної корекції відіграє процес точної локалізації так званих мязово-фасціальних тригерних точок (ТТ).
М'язово-фасціальні (або міофасціальні) тригерні точки є ділянками скелетного м'яза, розташованими в ущільненому пучку із надзвичайно високим рівнем подразливості, схожому на надчутливий вузол, який можна відчути під час пальпації.
Детальний опис міофасціальних тригерних точок можна знайти у спільній праці Дж. Г. Тревелл та Д.Г Сімонса «Міофасціальні болі та дисфункції». Згідно праці тригерні точки є результатом тривалого постійного навантаження на окремі м'язи. Ці надзбудливі ділянки, яким властиве локальне м'язове напруження, найчастіше розташовуються у скелетних м'язах та пов'язаних з ними фасціях.
Найбільш активне утворення цих точок спостерігається у тих місяцях де постуральний стрес, чи, інакше кажучи, тривале навантаження на окремі м'язи під час тривалого перебування у певній позі, призводить до вкорочення чи розтягування волокон та фасцій м'язу. Прикладом такої пози є положення тіла тривалий час з опущеними чи піднятими плечами, зігнутою у грудному чи поперековому відділі спиною та інші.
Отож, під час достатньо довго чи повсякденного перебування у зігнутій в одну із сторін позі, виникає надмірне розтягнення волокон м'язу із одного боку, та його надмірне вкорочення з протилежного. Чим триваліший час людина знаходиться у такому положенні, тим вірогідніше відбувається зміна довжина м'язових фасцій та їх зростання із м'язами.
Результатом даного процесу є втрата м'язовим волокном здатності до скорочення, а фасцією — здатності до розтягнення, тобто до розслаблення. Більше того, це призводить до збільшення тиску на одну із сторін фіброзного кільця міжхребцевого диску під визначеним кутом, що створює умови до формування міжхребцевої грижі.
Доволі схоже на опорно-руховий апарат людини може впливати і такий стан організму, як дистрес. Даний термін був введений у практику видатним лікарем і біологом, почесним директором Міжнародного інституту стресу в Монреалі Гансом Сельє. Саме йому належить розмежування поняття «стресу» на два протилежні явища: еустрес та дистрес.
Відомо, що власне стрес є одним із найважливіших адаптаційних механізмів нашого організму. Так, саме еустрес забезпечує нагальну та повну мобілізацію усіх внутрішніх ресурсів організму для протистояння несприятливим зовнішнім факторам.
І навпаки, дистрес є станом надмірного напруження організму, за якого він не здатний адаптуватися до змін навколишнього середовища. Виникає психічна напруга, що передається на різні групи м'язів опорно-рухового апарату, та призводить у них до розвитку хронічного спазму, що не змінюється розслабленням. Це також є однією із причин утворення міжхребцевих гриж.
Хронічний спазм м'язів, формування тригерних точок, вкорочення та подовження м'язів із утворенням зрощень м'язів та фасцій призводять до порушення кровообігу, лімфовідтоку та іннервації ураженої ділянки тканини. Виникає ригідність м'язової тканини і, як результат, — обмеження рухливості у даній зоні.

### Методи корекції м'язово-фасціальних порушень
Залежно від локалізації міофасціальних тригерних точок відрізняються методики корекції м'язово-фасціальної патології:
- Тригерні точки, що розташовані у брюшці м'язу. Характеризуються виникненням гіпотонії м'язу, що впливає на його здатність до скорочення. Зазвичай виявляються під час м'язового мануального тестування. Методи, що використовуються для корекції: ішемічна компресія або масаж ділянки тригерних точок за умови зближення місць прикріплення м'язу, що досягається під час процесу напруження-розслаблення м'язу.
- Тригерні точки, що розташовані у ділянці сухожилля м'язу, а саме у місцях прикріплення. За такої ситуації під час діагностики можна виявити функціональну слабкість м'язу за рахунок підвищення активності сухожильного органу Гольджі з наступною активізацією зворотного міотатичного рефлексу. Методи, що використовуються для корекції: застосування масажу зони тригерних точок або ішемічної компресії у місцях прикріплення м'язу за умови стрейн-контрстрейну (зближення місць прикріплення м'язу).
- Вкорочення фасції. У цьому випадку під час пальпації виникає біль усього м'язу, відчувається, що м'яз ущільнений та вкорочений. Методи, що використовуються для корекції: беручи до уваги те, що головною метою корекції є відновлення здатності м'язу до розслаблення, для лікування використовуються методики, що забезпечують розтягнення м'язового волокна — міофасціальний реліз, розтягнення м'язу у поєднанні з перкусією, постізометрична релаксація, міофасціальний масаж та інші.
- Тригерні точки, розташовані у місці скупчення клітин нейромускулярних веретен. За такої ситуації підвищення активності клітин нервово-м'язових веретен призводить до стійкої гіперактивності м'язового волокна. Під час проведення ММТ даний м'яз має нормальні функціональні показники, але здатен викликати пригнічення розташованих поруч м'язів. Методи, що використовуються для корекції: використовується пальпаторне зближення кінців м'язу у напрямку до центральної частини, що дає змогу знизити активність клітин нервово-м'язових веретен.

Таким чином, загальна схема корекції м'язово-фасціальної патології виглядає так:
- відновлення функціонального стану м'язу, що не брав участь у русі;
- відновлення власне руху, що його виконував уражений м'яз;
- відновлення оптимального рухового стереотипу: від простих до складних рухів.

### Відновлення правильного рухового стереотипу
Відомо, що виключення певних м'язів із процесу руху призводить до виникнення дисбалансу рухів, внаслідок чого навантаження, яке в нормі добре переноситься людиною, у даній ситуації може виявитися травматичним. Під час діагностики такий стан м'язового апарату говорить про наявність патології у організмі та про високий ризик її розвитку. Якщо ж дослідження встановило, що скелетна мускулатура працює злагоджено, можна припустити, що організм людини є здоровим. Саме тому лікування лише тканин м'язу та зв'язкового апарату не здатне відновити оптимальність рухів, адже у мозку вже сформувалася патологічна нервово-м'язова програма керування відновленою ділянкою тіла.
Формування спотвореного механізму управління властиве переважно хворобам із хронічним перебігом або у хронічній формі. У разі наявності гострого патологічного процесу, його швидка корекція не дає змогу клітинам мозку сформувати неправильну модель керування. Під час хронічного патологічного процесу рухові центри мозку, через порушення механізму нервово-м'язової передачі, отримують хибну інформацію від клітин, що знаходяться у центрі порушення, та формують таким чином спотворений механізм управління. Саме тому, незважаючи на те, що власне тканини органу чи м'язу були вилікувані, він продовжує функціонувати, опираючись на хибний механізм управління, що закономірно йому шкодить. Виникає замкнене коло, адже через деякий час пацієнт змушений знову звертатися за допомогою до лікаря.
У такому разі, першочерговим завдання фахівця є зміна формування у мозку патологічного стереотипу руху на оптимальний та правильний, що був закладений природою спочатку. Зважаючи на те, що будь-який рух забезпечується сумісною роботою однієї чи декількох груп м'язів, які включаються у нього згідно суворій послідовності, і кожний з них виконує свою функцію, збій цієї злагодженої роботи навіть у одній ланці процесу призводить до серйозних втрат для організму.
Відбувається збільшення рівня енергетичних втрат на здійснення руху, внаслідок цього розвивається та прогресує стомлюваність, яка призводить до застійних явищ у тканинах, надмірного стиснення м'яких тканин та кісток, що і проявляється у вигляді больового синдрому.
Беручи це до уваги можна виділити такі пріоритетні задачі Системи інтегративної кінезітерапії:
1. Відновлення природного стереотипу руху через пошук та корекцію причини його порушення — м'язової слабкості внаслідок:
- хвороби власне м'яза (виникнення тригерних точок, вкорочення фасції);
- затиснення нервового закінчення, що іннервує м'язове волокно;
- надмірної активності допоміжних м'язів, що, беручи участь у русі, пригнічують активність головного м'язу;
- хвороби внутрішнього органу, яка здійснює асоціативний вплив на функціональний стан м'язу.

2. Відновлення м'язової сили за допомогою усунення причини його пошкодження, поновлення ролі м'язу у здійсненні руху та формування здорового рухового стереотипу.
Таким чином, зрозуміло, що відновлення оптимального стереотипу руху дає можливість налаштувати роботу аферентних (від периферії до центру) сигналів від структур опорно-рухового апарату та навіть внутрішніх органів, що впливають на переміщення тіла у просторі, а також сформувати правильні зворотні сигнали (від мозку до периферичних нервових закінчень).

### Базові принципи формування кінезітерапевтичної програми
Під терміном «кінезітерапевтична програма» розуміють комплекс індивідуально підібраних фізичних вправ, виконання яких забезпечує стійкий лікувальний ефект та відновлення втрачених в результаті хвороби або травми функцій організму, що досягається завдяки тренуванню скелетної мускулатури, розслабленню спазмованих м'язів, нормалізації живлення суглобових тканин і хребта, та головніше за все — формуванню здорового рухового стереотипу. Основу такої програми складають лікувальні вправи із використанням фізичного навантаження, що виконуються на спеціальних тренажерах, що мають декомпресійний компонент.
Для складання оптимальної програми першочергово враховуються результати кінезіологічного дослідження та стереотипи простого та складного руху, які потрібно закріпити та відновити. Також до уваги береться фізична підготовка конкретного пацієнта, перебіг та стадія захворювання, наявність ускладнень основної хвороби та супутніх патологічних чинників разом із функціональним та анатомічними основами роботи м'язів під час різних рухів.
Для здійснення того чи іншого руху м'язи залучаються до м'язових пар, спіралей та подовжніх м'язових об'єднань, що дає можливість кожному м'язу працювати злагоджено. У виконані руху найбільш важливу роль відіграють саме м'язові спіралі, адже вони включають м'язи з обох сторін тіла, об'єднуючи таким чином праву та ліву його половини та забезпечуючи збереження білатеральної симетрії тіла, а значить — нормальної постави в умовах нашої гравітації.
Інше значення м'язових спіралей полягає в тому, що вони є природними амортизаторами, які пом'якшують поштовхи тіла під час переміщення у просторі. Також, завдяки їм відбувається перехресна координація роботи верхніх та нижніх кінцівок під час пересування.
Так, Т. Майерс у своїх працях зазначав, що робота м'язів ґрунтується на їх об'єднанні у так звані міофасціальні меридіани — особливі з'єднання між фасціями та кістками, що обвивають усе тіло та забезпечують формування сполучень між мускулатурою черепу та пальців ніг, керують рухом м'язів і гравітаційними силами для забезпечення стану спокою чи локомоції. Враховуючи те, що кожен м'яз працює у гармонії з іншими, знаходячись в одному міофасціальному ланцюзі, усі скелетні м'язи та фасції формують загальний міофасціальний футляр. Усього у тілі налічують близько 600 фасціальних кишень у які входять абсолютно всі м'язи тіла.
Знання та розуміння теорії міофасціальних меридіанів Т. Майерса надає змогу ліпше підібрати програму кінезітерапевтичної корекції для пацієнта. Простий приклад: впливаючи на дисбаланс м'язово-фасціального сполучення нижньої частини ноги можна нормалізувати роботу реберних м'язів та хребта.
Не розуміючи чинників та механізмів, що впливають на виконання певного руху, не можна досягти повної реабілітації чи вилікування. Тому важливість теорії міофасціальних з'єднань у процесі відновлення та терапії опорно-рухового апарату важко переоцінити.
Кінезітерапевтична програма має за мету поступове наростання силового впливу через спеціальні лікувальні вправи, що підібрані та адаптовані конкретно для кожного організму. Як вже зазначалося, персоналізації програми вдається досягти завдяки проведенню повного мануального м'язового тестування, вивчення анатомічних, фізіологічних, вікових та інших особливостей пацієнта, ретельному запису анамнезу.
Поетапний та послідовний підхід, що застосовується у програмі лікування, забезпечує поступове навчання скелетно-м'язового апарату пацієнта правильним простим та складним рухам, які з часом закріплюються на рефлекторному рівні, формуючи руховий стереотип.
Паралельно із цим відбувається відновлення еластичності та скоротливості м'язів, нормалізація обміну речовин у структурах рухового апарату, що перебували у патологічному стані. Потім поступово налагоджується процес трофіки тканин суглобу, що проявляється покращенням рухливості, зменшенням болю та запалення.
Виходячи з цього можна підсумувати, що лікування за допомогою Системи інтегративної кінезітерапії (СІК) засновано на відновленні функціональності пошкоджених м'язів, так як саме вони є причиною утворення м'язового дисбалансу, функціональних блокад, зниження рухливості суглобів та початку дистрофічних змін у суглобовому хрящі. На відміну від інших лікувальних методів СІК першочергово спрямована на терапію м'язів, а не на терапію суглобів та хребців, які, насправді, є результатом, а не причиною хвороби.
Комплекс лікування за СІК формується з біомеханічної корекції м'язів шляхом ішемічної компресії тригерних точок, розтягнення вкорочених фасцій м'яза, спеціального міофасціального масажу, закріплення правильного стереотипу руху та, власне, кінезітерапії на тренажерах, обладнаних декомпресійним елементом.
Неможливо також не зауважити, що СІК побудована на холістичному, тобто цілісному підході до терапії. Такий характер лікування передбачає вплив на весь організм, а не на окрему ділянку, що зазнала пошкодження. Комбінація сучасних досягнень кінезіології та кінезітерапії дає змогу абсолютно з нового боку підійти до процесу оздоровлення, використовуючи такі методи:
- різні техніки мануальної терапії, застосуванням яких вдається відновити баланс у структурах опорно-рухового апарату та синхронізувати його з роботою внутрішніх органів (вісцеральна мануальна терапія, міофасціальний реліз, краніальна остеопатія та ін.);
- лікувальний кінезіологічний масаж;
- спеціальна суглобова гімнастика;
- дієтотерапія;
- контрастна водна терапія.

Програма формується цілком індивідуально для кожного випадку, спираючись на фізіологічні, соціальні, психологічні та інші чинники, що можуть мати вплив на стан організму. Використання цілісного підходу у СІК дає можливість мобілізувати усі резерви тіла та направити їх на процес одужання.
Завдяки такому об'єднаному впливу вдається досягти одужання і при цьому відновити моторну функцію опорно-рухового апарату, налагодити та закріпити оптимальний руховий стереотип та змінити функціональний стан організму в кращий бік, що проявляється у:
- відновленні оптимального тонусу м'язів;
- формуванні міцного м'язового корсету;
- нормалізації правильної амплітуди рухів;
- поверненні до норми положення пошкоджених рухових сегментів;
- поліпшенні рухливості суглобів, усуненні скутості рухів;
- позбавленні від больового синдрому;
- налагоджені транспортної функції м'язів;
- нормалізації живлення, кровопостачання та лімфовідтоку у всіх тканинах тіла;
- формуванні психологічного та фізичного комфорту;
- підвищенні тонусу та настрою.